# Turiuaras
Os Turiuaras são um grupo indígena que habita no nordeste do estado brasileiro do Pará, mais precisamente na Área Indígena Tembé.